# Dankjewel voor de zon
Dankjewel voor de zon is een single van de Nederlandse popgroep Skik uit 2002. Het stond in hetzelfde jaar als vierde track op het album Tof.

## Achtergrond
Dankjewel voor de zon is geschreven en geproduceerd door Daniël Lohues. Het is een nederpoplied dat een ode is aan de zon. De liedvertellers vragen zich in het lied af wie ze moeten bedanken dat de zon bestaat. Lohues schreef het lied toen hij in zijn achtertuin zat en besefte hoe mooi het eruitzag ten opzichte van de dag ervoor toen het regende.
Voor de muziekvideo werden de bandleden nagemaakt in klei door studenten van de Hogeschool voor de Kunsten Utrecht. Het duurde de studenten twee maanden om de videoclip te maken.
De B-kant van het lied is Anniek, welke als zevende track op hetzelfde album te vinden was. 

## Hitnoteringen
Het lied was een bescheiden hit voor de band. Het kwam tot de 85e plaats van de Mega Top 100 en was zes weken in deze lijst te vinden. 